# A-Linie (Mode)

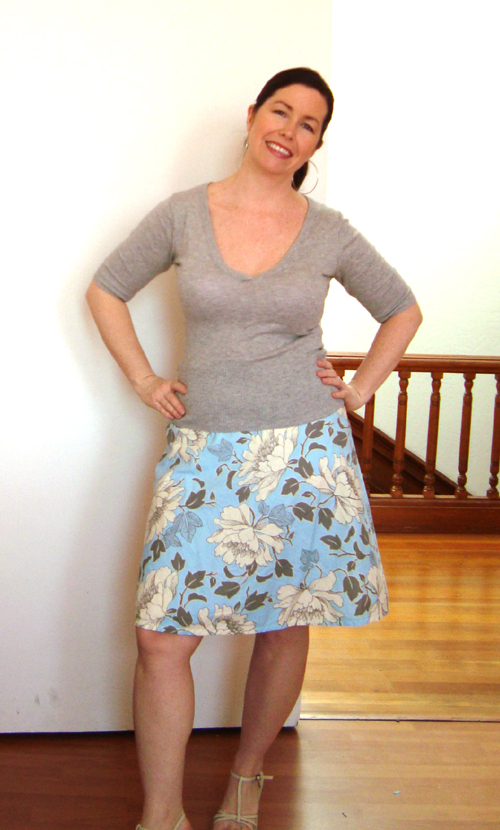
A-Linien-Rock

Als A-Linie wird eine Modesilhouette entsprechend dem Großbuchstaben „A“ für Damenkleidung bezeichnet, mit natürlich schmalen Schultern und einer zum Rocksaum hin ausschwingenden Weite (Trapezschnitt). Die Taille ist oft etwas nach oben verlagert, die Weite nach unten kommt häufig vom Rücken.
Diese Modelinie wurde 1955 vom französischen Designer Christian Dior entworfen. Der Begriff wird auch für Kleider und Jacken verwendet.